# Suchdol nad Odrou
Suchdol nad Odrou (niem. Zauchenthal, Zauchtel) – miasteczko w Czechach, w powiecie Nowy Jiczyn, w kraju morawsko-śląskim. Według danych z dnia 1 stycznia 2012 liczyło 2544 mieszkańców.
Położona jest nad rzeką Odrą, w większości w regionie historycznych Moraw, jedynie niewielka część obecnego miasta należała uprzednio do śląskich Mankovic.

## Historia
Miejscowość po raz pierwszy wzmiankowana została w 1337 jako Cuchental. Należała wówczas do księstwa opawskiego, lecz jako część klucza fulneckiego w 1480 roku została przepisana do Moraw.
Suchdoł był siedzibą senioratu superintendentury (diecezji) morawsko-śląskiej Kościoła w Austrii.
Według austriackiego spisu ludności z 1900 roku Suchdol miał 2010 mieszkańców, z czego większość była niemieckojęzyczna (1924), ponad połowa (1056) była ewangelikami, a mniejszość (920) katolikami.

## Zabytki
W miejscowości znajdują się dwa kościoły. Katolicki kościół Najświętszej Trójcy z roku 1605 w stylu renesansowym, oraz kościół ewangelicki z 1858 w stylu neoromańskim.

## Transport
Suchdol nad Odrou znajduje się na trasie linii kolejowej nr 270 ze stacją kolejową na dawnej Kolei Północnej.

## Osoby związane z miejscowością
Z Suchdola pochodzą m.in. Dawid Nitschmann (biskup) i Dawid Nitschmann (1676–1758).